# Playa de las Catedrales
Playa de las Catedrales är en strand i Spanien. Den ligger i den nordvästra delen av landet, 400 km nordväst om huvudstaden Madrid.